# ラグナー
ラグナー（Ragnar）はNFLミネソタ・バイキングスのマスコット。1994年から2015年までジョセフ・ジュラニッチが1試合も欠場することなく活動を続けていた。

## 経歴
1994年8月に行われたカンザスシティ・チーフスとのプレシーズンゲームでデビューを果たした。彼はバイクに乗って登場するがこうしたパフォーマンスはプロスポーツ界では初めてのことであり、この手法は現在、他のスポーツイベントにも広まっている。
2009年12月のシンシナティ・ベンガルズ戦ではバイクに乗って登場した彼は50ヤード地点付近でチャド・オチョシンコを発見、買ったばかりの角笛を放って渡すパフォーマンスを見せた。
2010年12月13日のニューヨーク・ジャイアンツ戦がメトロドームの屋根が大雪による重みで崩落したため、デトロイトで行われたが、チアリーダーたちとともに彼もデトロイトで応援を行っている。

## 使用しているバイク
- 1978 Harley FLH Shovelhead
- 1997 Excelsior Henderson
- Polaris Victory
- Texas Chopper
- Suzuki Bandit 1200 turbo w/nitrou

## ジョセフ・ジュラニッチ
1961年にミルウォーキーで生まれた。小学校時代彼の家庭は貧しく転校を繰り返し学習熱心ではなかったため怠惰な生徒だと教師に認識されていた。一家は1976年にエリーに移った。
高校2年の時にマリファナの吸引を始めた。1981年の夏、すでに飲酒ができる19歳になっていたがアルコール依存症となった。この時期に後に結婚するローリー・バクスターと出会った。彼女もまたアルコールとドラッグへの依存に悩まされていた。その年高校を卒業後 2人は別れたが1986年に再会し1987年に結婚した。
1982年に剃刀メーカーが行ったイベントで8分43秒かけてひげ剃りを行うという世界記録を作っている。
1986年にミネアポリスに引っ越した後、高校の警備員となり2000年まで務めた。
1993年に妻に勧められてミネソタ・バイキングスの新しいマスコットのオーディションに参加、ファンの心をつかんでマスコットの座をつかんだ。1999年にはジェシー・ベンチュラ主演映画への出演も果たした。